# منطقة التبنة
منطقة التبنة في محلية المتمة في ولاية نهرالنيل. تقع على بعد 85 كيلو عن مدينة المتمة جنوبا، وعن أم درمان 80 كلم شمالا"، تحدها من الشرق منطقة الحقنة ومن الجنوب محلية كرري وهي أول منطقة في ولاية نهر النيل غرب النيل ويقدر عدد سكانها ب 20000 ألف نسمة.[بحاجة لمصدر] تضم منطقة التبنة مجموعة من القرى منها قرية التبنة (العراضة)، التبنة (السعيداب)، وقرية التبنه (الكنيدوات)، ومجموعة من القرى تضم المالكاب فوق، الفراحين، المعاقيل، الحموراب، الحنيواب، المراقيب الخ). وجاء مسمي التبنة من التبن ومفردها تبنه والتبنه تعني القشة، سكانها الاصليين من الحسانية (الكواهلة)، وتتمتع التبنه بأراض زراعية خصبة تزرع في موسم الأمطار. توجد فيها العديد من محطات المياه والمدارس والمساجد والخلاوي وجاري تنفيذ بناء مستشفيات أخر في العديد من قرى التبنة ريفي المتمة.